# Istituto nordico per la fisica teorica

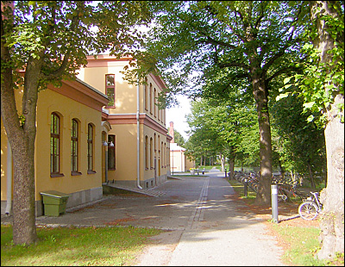

L'Istituto nordico per la fisica teorica o Nordita (in danese Nordisk Institut for Teoretisk (Atom)fysik) è un istituto internazionale di ricerca in fisica teorica.

## Storia
Il Nordita fu fondato nel 1957 da Niels Bohr e da Torsten Gustafsson. Dalla sua fondazione al 2006, il centro ha avuto sede a Copenaghen, in Danimarca, ma nel 2006 la sua sede è stata trasferita a Stoccolma, in Svezia, presso il Centro Universitario AlbaNova (in svedese AlbaNova universitetscentrum).
IL NORDITA ebbe un precedente nell'Istituto di Fisica Teorica di Copenaghen, istituito per legge nel novembre 1918, dopo quattro anni di intense campagne da parte di Bohr e divenuto operativo nel marzo 1921. La sua creazione fu finanziata dal governo danese, da industriali e privati molti dei quali erano Ebrei. Ospitò i maggiori fisici teorici dell'epoca: lo svedese Oskar Klein, l'ungherese George de Hevesy, il polacco Wojciech Rubinowicz, e il norvegese Svein Rosseland. Negli anni Venti e Trenta fu il punto di riferimento internazionale della ricerca in materia di fisica quantistica. Bohr era in ottimi rapporti con tutti loro.

Nel primo Dopoguerra, il NORDITA condivise la sede nella capitale danese, gli ambiti di ricerca e il modello operativo dai precedenti positivi.

## Aree di studio
Le principali aree di ricerca del Nordita sono l'astrofisica, la biofisica, la fisica della materia condensata e la fisica delle particelle.

## Finanziamento
Fino al 2006 i fondi del Nordita sono stati stanziati dai paesi nordici (ovvero Danimarca, Finlandia, Islanda, Norvegia e Svezia) tramite il Consiglio nordico, e il suo budget per il 2007 è stato di 23 milioni di corone svedesi. La metà della quota è oggi versata dal Consiglio nordico, mentre l'altra metà è corrisposta dal Kungliga Tekniska Högskolan (ovvero l'Istituto reale di tecnologia di stoccolma) e dall'Università di Stoccolma.

## Nomi
Per la sua natura internazionale, l'istituto è denominato come segue, nelle diverse lingue dei paesi fondatori:
- Nordisk institut for teoretisk fysik (in danese)
- Teoreettisen fysiikan pohjoismainen laitos (in finlandese)
- Norræna stofnunin í kennilegri eðlisfræði (in islandese)
- Nordisk institutt for teoretisk fysikk (in norvegese)
- Nordiska institutet för teoretisk fysik (in svedese)